# Мёрфи, Шери
Ше́ри Мёрфи (англ. Sheree Murphy; род. 22 августа 1975, Ислингтон, Лондон, Англия, Великобритания) — английская актриса и телеведущая.

## Биография
Шери Мёрфи родилась 22 августа 1975 года в Ислингтоне (Лондон, Англия, Великобритания. У Шери есть четыре брата — два старших и два младших.
Шери дебютировала в кино в 1988 году, сыграв роль ребёнка в фильме «Последний танец Саломи». Всего Мёрфи сыграла в 7-ми фильмах и телесериала. Также является телеведущей.
С 25 мая 2002 года Шери замужем за футболистом Гарри Кьюэллом (род.1978), с которым она встречалась 2 года до их свадьбы. У супругов есть четверо детей, сын и трое дочерей — Тейлор Кьюэлл (род. в мае 2001 года), Руби Хизер Тони Кьюэлл (род. 17 июня 2003), Матильда Кьюэлл (род. 19 марта 2008 года) и Долли Кьюэлл (род. 14 января 2012 года).